# География Словакии
Слова́кия — государство в Центральной Европе, преимущественно горная страна, не имеющая выхода к морю.
Территория Словакии составляет 49 035 км². Общая протяженность границы — 1 474 км. Граничит с государством Австрия на протяжении 91 км, Чехия — 197 км, Венгрия — 676 км, Польша — 420 км, Украина — 90 км.. Протяжённость с севера на юг составляет около 210 км, с востока на запад — 430 км.

## Рельеф

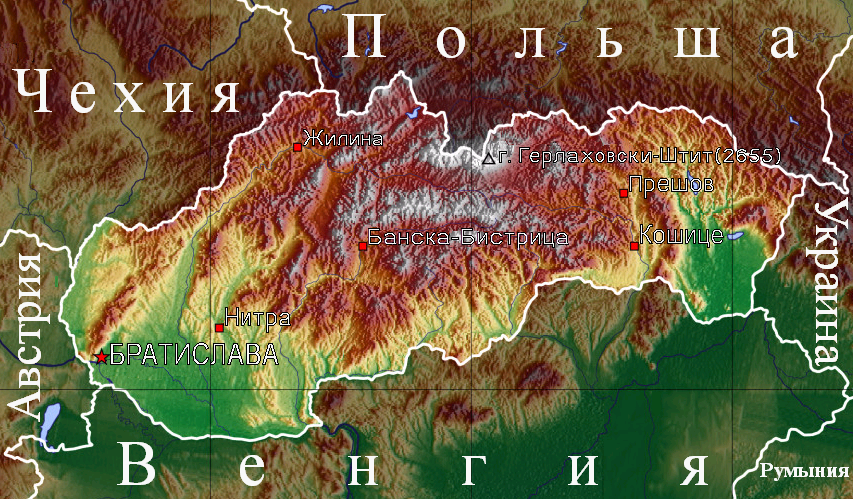
Рельеф Словакии

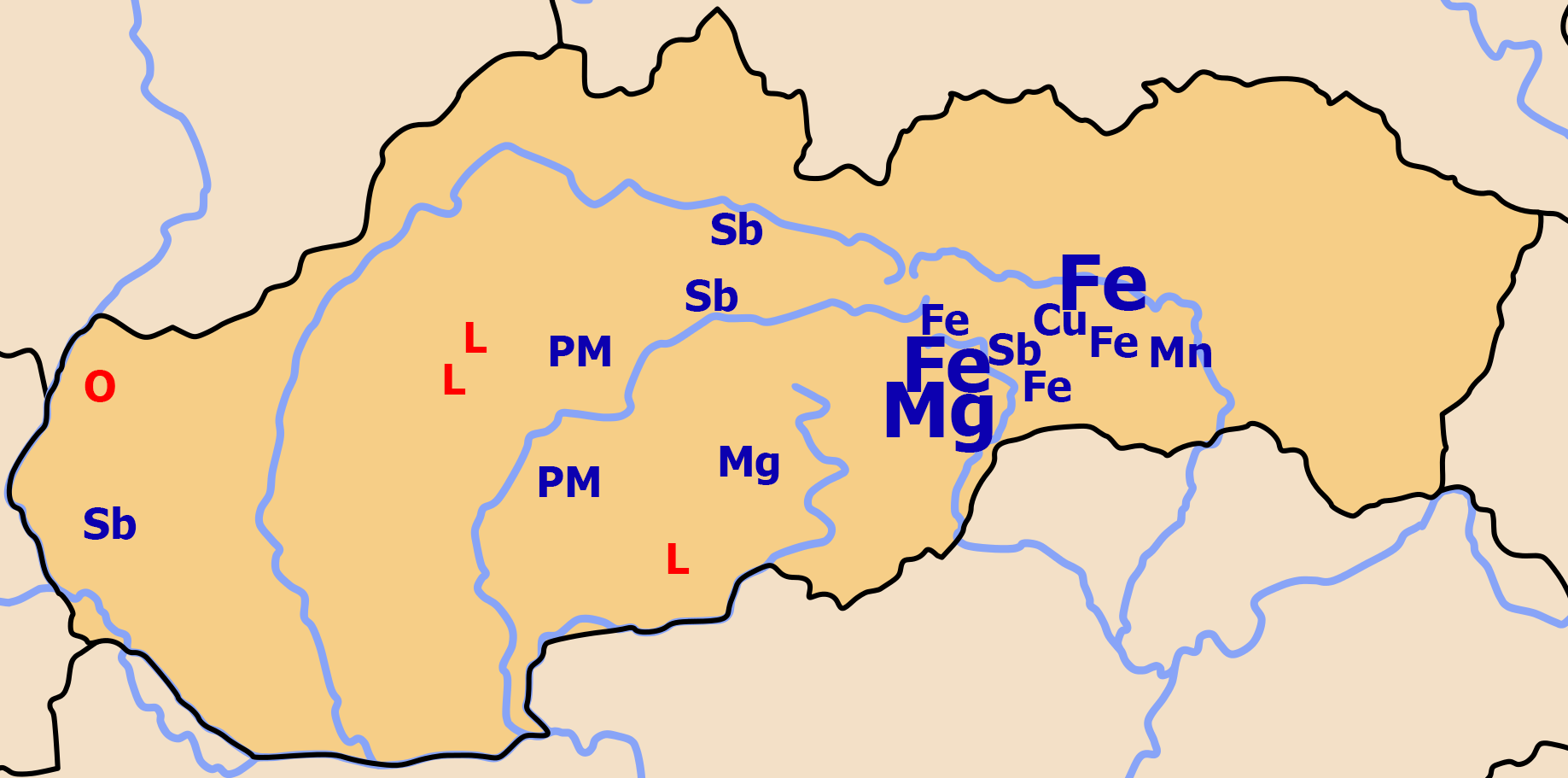
Месторождения полезных ископаемых в Словакии.

Для словацкого ландшафта характерна гористая природа, с Карпатскими горами, проходящими через большую половину северной части страны. Самая высокая часть Карпатских гор, имеющая название Татры, находятся в северной части страны. Низменности расположены в юго-западной (вдоль Дуная) и юго-восточной частях Словакии.
Самая высокая точка Словакии и всех Карпат — Герлаховский Штит (Gerlachovský štit) высотой 2655 м.

## Климат
Климат Словакии умеренный с относительно тёплым летом и холодной, пасмурной, влажной зимой.

## Водные ресурсы
Общий объём возобновляемых водных ресурсов — 50,1 км³ (оценка 2003 года). Главными реками Словакии, помимо Дуная, являются также Ваг и Грон.